# Barbara G. Briggs
Barbara Gillian Briggs (Londres, 1934) es una especialista en botánica australiana. El Index Kewensis (IK) lista 205 nombres de especies que se han publicado o copublicado por ella. Fue una de las botánicas en el Angiosperm Phylogeny Group, del 1998 sistema APG. Fue Directora Adjunta del Herbario Nacional de Nueva Gales del Sur.
Desde su retiro, continúa como investigadora asociada honoraria en los Sydney Botanical Gardens Archivado el 28 de enero de 2006 en Wayback Machine. (Real Jardín Botánico de Sídney).

## Algunas publicaciones
- 1962. Interspecific hybridization in the Ranunculus lappaceus group. Evolution 16: 372–390

- 1963. Chromosome numbers in Lepyrodia and Restio in Australia

- Con Johnson, L.A.S. 1963. Evolution in the Proteaceae. Austral. J. Bot. 11: 21–61

- Con Johnson, L.A.S. 1975. On the Proteaceae – the evolution and classification of a southern family. J. Linn. Soc. (London) Bot. 70: 83–182

- Con Johnson, L.A.S. 1979. Evolution in the Myrtaceae – evidence from inflorescence structure. Proc. Linn. Soc. New S. Wales 102: 157–256

- Con Johnson L.A.S. 1981. Three old southern families – Myrtaceae, Proteaceae and Restionaceae. In Keast, A. (ed.) Ecological Biogeography of Australia. Pp. 427–464. W. Junk: La Haya

- Con Johnson, L.A.S. 1984. Myrtales and Myrtaceae – a phylogenetic analysis. Ann. Missouri Bot. Gard. 71: 700–756

- 1986. Alpine Ranunculi of the Kosciusko plateau – habitat change and hybridization. In B.A. Barlow (ed), Flora and Fauna of Alpine Australasia: Ages and Origins. CSIRO. pp. 401–412

- 1991. One hundred years of plant taxonomy, 1889–1989. Ann. Missouri Bot. Gard. 78: 19–32

- Con Ehrendorfer, F. 1992. A revision of the Australian species of Parahebe and Derwentia (Scrophulariaceae). Telopea 5: 241–287

- Con Johnson, L.A.S. 1998. Georgeantha hexandra, a new genus and species of Ecdeiocoleaceae (Poales) from Western Australia. Telopea 7: 307–312

- Con Johnson, L.A.S. 1998. New genera and species of Australian Restionaceae (Poales). Telopea 7: 345–373

- Con Linder, H.P. & Johnson, L.A.S. 1998. Anarthriaceae: pp. 19–21, Ecdeiocoleaceae: pp 195–197, Restionaceae pp. 425–445 en K. Kubitzki (ed.) The Families and Genera of Flowering Plants IV. Springer-Verlag: Berlín

- Con Johnson, L.A.S. 1999. A guide to a new classification of Restionaceae and allied families pp. 25–56 in Meney, K.A. & Pate, J.S. (eds) Australian Rushes, Biology, Identification and Conservation of Restionaceae and allied families. (Univ. of Western Australia Press, Nedlands)

- Con Marchant, A.D., Gilmore, S. & Porter, C.L. 2000. A molecular phylogeny of Restionaceae and allies pp. 661–671 in Wilson, K.L. & Morrison, D. (eds.) Monocots – Systematics and Evolution (Proc. 2nd Int. Conf. Comparative Biol. Monocots, Sydney 1998). (CSIRO: Melbourne)

- Con Saarela, J.M., Rai, H.S., Doyle, J.A., Endress, P.K., Mathews, S., Marchant, A.D, & Graham, S.W. 2007. Hydatellaceae identified as a new branch near the base of the angiosperm phylogenetic tree. Nature 446, 312–315

- Con Garnock-Jones PJ, Albach D. 2007. Botanical names in Southern Hemisphere Veronica (Plantaginaceae): sect. Detzneria, sect. Hebe, and sect. Labiatoides. Taxon: 56: 571–582

- Con Marchant, A.D. 2007. Ecdeiocoleaceae and Joinvilleaceae, sisters of Poaceae (Poales): evidence from rbcL and matK data. Telopea 11: 437–450

### Libros
- barbara g. Briggs, pauline y. Ladiges, lawrence walter Martinelli. 1990. Plant systematics in the age of molecular biology: papers from a symposium of the Australian Systematic Botany Society. Volumen 3, N.º 1 de Australian Systematic Botany. Ed. CSIRO. 163 pp. ISBN 0-643-05098-1
- 1977. Plantaginaceae. Ed. New South Wales, Dept. of Agriculture. 35 pp.
- lawrie Johnson, barbara g. Briggs. 1975. On the Proteaceae: the evolution and classification of a southern family. Volumen 70, N.º 2, de Botanical journal of the Linnean Society. Ed. Academic Press. 101 pp.
- 1960. Studies in the experimental taxonomy of Ranunculus and Darwinia. 168 pp.

## Honores
- 1994: medalla Clarke

- La abreviatura «B.G.Briggs» se emplea para indicar a Barbara G. Briggs como autoridad en la descripción y clasificación científica de los vegetales.[1]